# Колоцкий
Колоцкий — хутор в Иловлинском районе Волгоградской области России. Входит в состав Иловлинского городского поселения.

## История
В «Списке населённых мест Земли Войска Донского», изданном в 1864 году, населённый пункт упомянут как хутор Колоцкий в составе юрта станицы Иловлинской Второго Донского округа, при реке Дон, расположенный в 156 верстах от окружной станицы Нижне-Чирской. В Колоцком имелось 22 двора и проживало 137 жителей (70 мужчин и 67 женщин).
Согласно Списку населённых мест Области Войска Донского по переписи 1873 года на хуторе насчитывалось 56 дворов и проживало 204 души мужского и 202 женского пола.
В 1928 году хутор Колоцкий был включён в состав Иловлинского района Сталинградского округа Нижне-Волжского края (с 1934 года — Сталинградского края, с 1936 года — Сталинградской области). Хутор являлся центром Колоцкого сельсовета. В 1954 году Колоцкий сельсовет был включён в состав Иловлинского сельсовета. В 1963 году Иловлинский район был упразднён, а Колоцкий был передан в состав Фроловского района. В 1965 году хутор вошёл в состав вновь образованного Иловлинского района.

## География
Хутор находится в центральной части Волгоградской области, в степной зоне, в пределах Приволжской возвышенности, к востоку от ручья Рубежный, к северу от реки Дон, на расстоянии примерно 2 километров (по прямой) к югу от посёлка городского типа Иловля, административного центра района. Абсолютная высота — 40 метров над уровнем моря.
Часовой пояс
Хутор Колоцкий, как и вся Волгоградская область, находится в часовой зоне МСК (московское время). Смещение применяемого времени относительно UTC составляет +3:00.

## Население
| 2010 |
| ---- |
| 257  |

Гендерный состав
По данным Всероссийской переписи населения 2010 года в гендерной структуре населения мужчины составляли 48,2 %, женщины — соответственно 51,8 %.
Национальный состав
Согласно результатам переписи 2002 года, в национальной структуре населения русские составляли 85 % из 309 чел.

## Улицы
Уличная сеть хутора состоит из 12 улиц и 9 переулков.